# Сидс, Уильям
Уильям Сидс (англ. William Seeds; 27.06.1882, Дублин — 02.11.1973, Лондон) — британский дипломат. Ирландец по происхождению.
На дипломатической службе с 1904 года.
С ноября 1920 года по август 1923 года британский генеральный консул в Мюнхене.
В 1923—1925 годах посланник Великобритании в Республике Колумбия.
В 1925—1926 годах посланник Великобритании в Венесуэле.
В 1926—1928 годах посланник Великобритании в Албании.
В 1930—1935 годах посол Великобритании в Бразилии.
В 1939—1940 годах посол Великобритании в СССР.